# Margarita (wyspa)
Margarita (hiszp. Isla Margarita) – wyspa w grupie Wysp Zawietrznych, w archipelagu Małych Antyli na Karaibach, należy do Wenezueli, główna wyspa stanu Nueva Esparta. Zajmuje powierzchnię 1020 km², a zamieszkuje ją ok. 420 tys. mieszkańców. Główne miasta: La Asunción, Porlamar i Pampatar.
Znajdują się tu dwa parki narodowe: Park Narodowy Cerro El Copey-Jóvito Villalba i Park Narodowy Laguna de La Restinga.
Na wyspie rozwinął się przemysł spożywczy, materiałów budowlanych oraz obuwniczy. Ponadto ludność wyspy zajmuje się rybołówstwem. Na wyspie rozwinęła się turystyka. Na wyspie znajduje się port lotniczy, promowy oraz rybacki.